# Mary Stevens, M. D.
Mary Stevens, M.D. ist ein US-amerikanischer Spielfilm aus dem Jahr 1933 mit Kay Francis in der Hauptrolle.

## Handlung
Mary Stevens und ihr Studienkollege Donald 'Don' Andrews eröffnen nach dem Medizinstudium eine Gemeinschaftspraxis, die bald ein Erfolg wird. Obwohl Mary Don immer schon geliebt hat, wird er von der blonden Gesellschaftsdame Lois Risin in die Ehe gelockt, die jedoch unglücklich wird. Irgendwann beginnen Don und Mary eine Affäre, Mary wird schwanger und einige Zeit nach der Geburt des Babys können die beiden endlich heiraten.

## Hintergrund
Kay Francis war 1932 von Paramount im Zuge eines damals viel beachteten talent raid gemeinsam mit Ruth Chatterton und William Powell zu Warner Brothers gewechselt mit dem Versprechen von mehr Gage und besseren Rollen. Während Powell und Chatterton mehr oder weniger rasch wieder das Studio verließen, blieb Francis bei Warners und spielte jede Art von Rollen, die das Studio ihr anbot, solange ihr Name über dem Titel stand und sie pünktlich ihr Gehalt bekam. Anders als Chatterton hatte sie kein vertragliches Mitspracherecht bei der Auswahl der Rollen und so bekam sie oft Projekte, die von Chatterton abgelehnt wurden: The House on 56th Street und eben Mary Stevens, M.D. Ursprünglich sollte George Brent, mit dem Francis kurz vorher in The Keyhole zusammengearbeitet hatte, den männlichen Part übernehmen.
In dem Buch Complicated Women: Sex and Power in Pre-Code Hollywood führt der Autor Mick LaSalle Mary Stevens, M.D. als gutes Beispiel für die grundsätzlich positive Darstellung von berufstätigen Frauen vor dem Inkrafttreten des Production Code Mitte 1934 in Hollywoodfilmen auf. Mary Stevens ist eine beruflich erfolgreiche Frau, die ihre Arbeit gut und mit viel Empathie macht. Gleichzeitig demonstriert der Film die Missachtung der bis dahin auf freiwilliger Selbstkontrolle basierenden Zensurvorschriften. Eigentlich war es sowohl verboten, außereheliche Beziehungen explizit auf die Leinwand zu bringen als auch uneheliche Kinder zu präsentieren. Beide Vorschriften wurden in den Jahren so gut wie überhaupt nicht beachtet. Mary und Don zeigen zu keinem Zeitpunkt ein schlechtes Gewissen und die Ehefrau von Don wird so unsympathisch präsentiert, dass für sie kein Mitleid aufkommt.
Als Mary erfährt, dass sie schwanger ist, erzählt sie ihrer besten Freundin Glenda voll Begeisterung davon:

„Halte Dich am Tisch fest, stell Dich ganz gerade und mach Dich bereit für den Schock Deines Lebens. Ich werde dieses Kind bekommen. Was ist so lustig daran? Ich habe diese Idee nicht gehabt. Frauen bekommen schon seit langer Zeit Babys. Und ich fühle mich, als würde ich auf Wolken gehen.“

## Kritik
In Variety standen warme Worte des Lobes zu lesen:

„[Der Film] ist exzellente Unterhaltung für Erwachsene. Kay Francis ist stets würdevoll und doch sehr sympathisch.“

## Kinoauswertung
Die Produktionskosten lagen bei lediglich 150.000 US-Dollar, was indes dem üblichen Schnitt für einen Kay-Francis-Film der Zeit entsprach. In den USA spielte Mary Stevens, M.D. 360.000 US-Dollar ein, zu denen weitere 139.000 US-Dollar aus dem Ausland kamen. Die Gesamteinnahmen lagen bei 499.000 US-Dollar.